# Barichara
Barichara es un municipio colombiano ubicado en el departamento de Santander. Forma parte de la provincia de Guanentá. La población es reconocida por sus construcciones de finales del siglo xviii; el sector antiguo de la población fue declarado patrimonio cultural del país mediante decreto 1654 de 1978.
Este municipio es conocido popularmente por ser "el pueblo más lindo de Colombia", por lo cual ha sido merecedor del título de Monumento Nacional. Hace parte de la Red de pueblos patrimonio de Colombia. 
Tiene bajo su jurisdicción un centro poblado: Guane, el cual también hace parte de su ruta turística y cultural. 
Barichara hoy “tiene gastronomía, hotelería, la conexión con deportes de riesgo, la conexión con el ecoturismo, y esta belleza que vemos nosotros aquí en el paisaje que es un municipio que tiene el desarrollo arquitectónico de la mano con la protección de la naturaleza”

## Geografía
- Población: 12000 habitantes
- Altitud: 1300 m s. n. m.

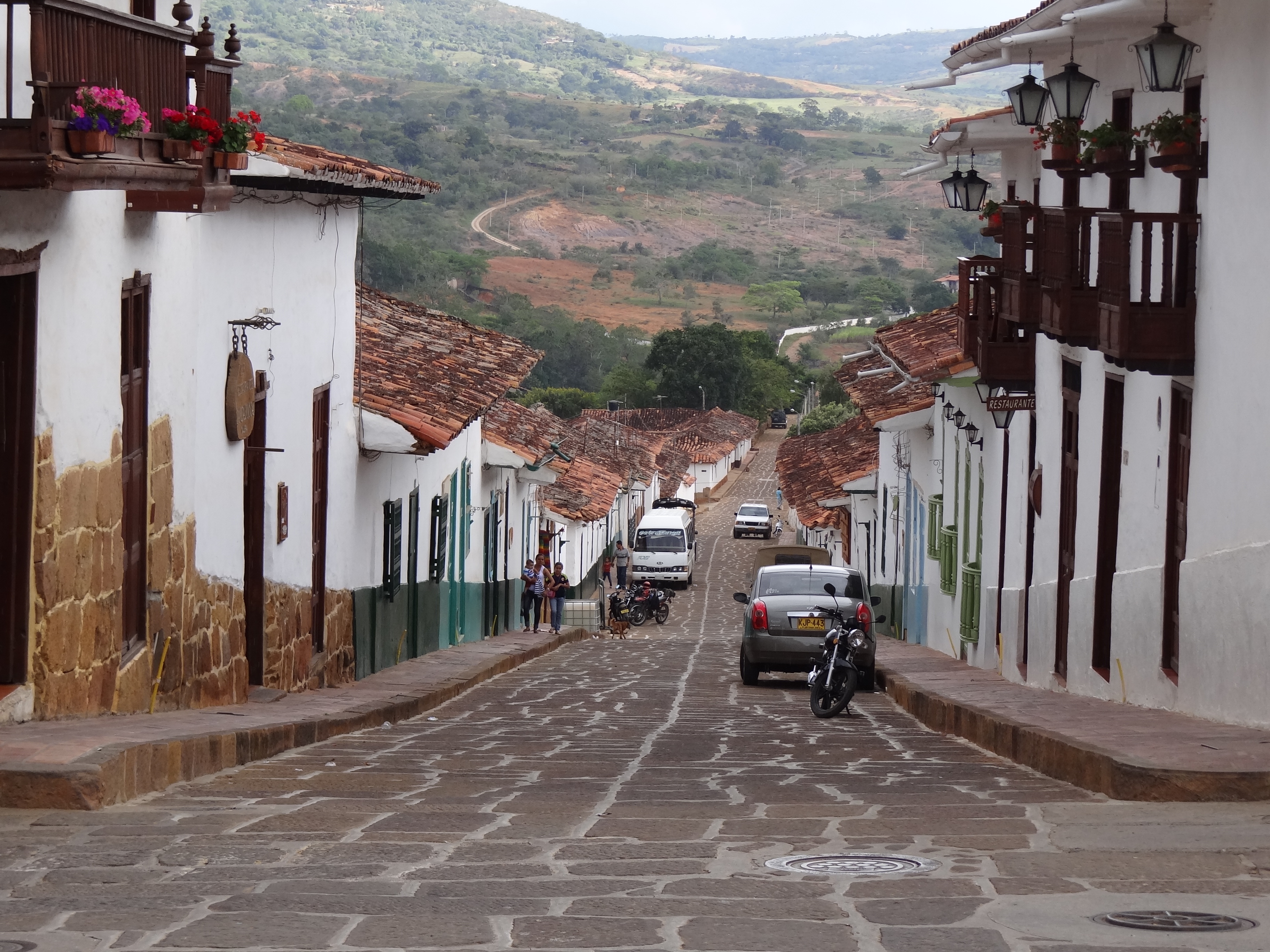
Calle empedrada en Barichara.

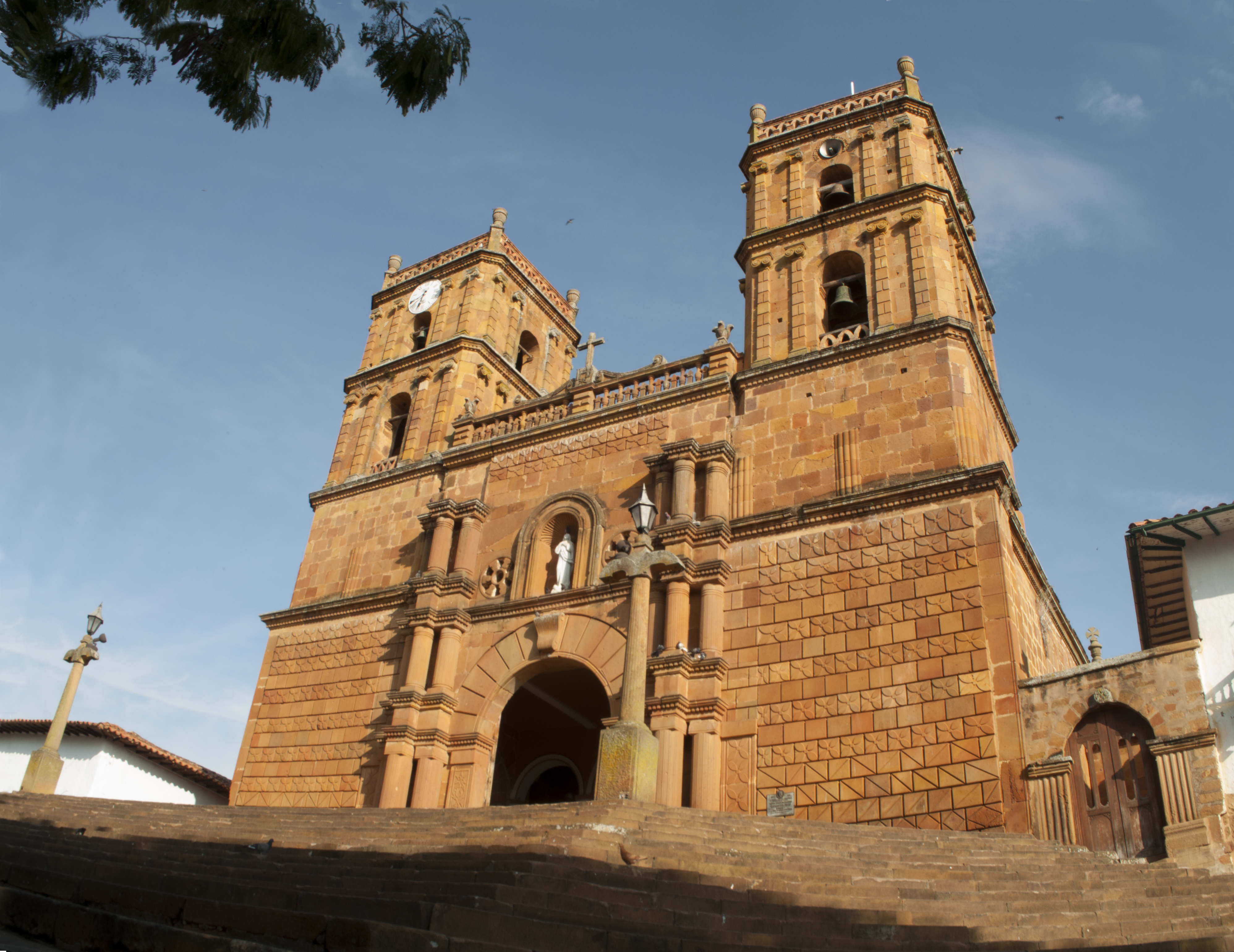
Templo Barichara.

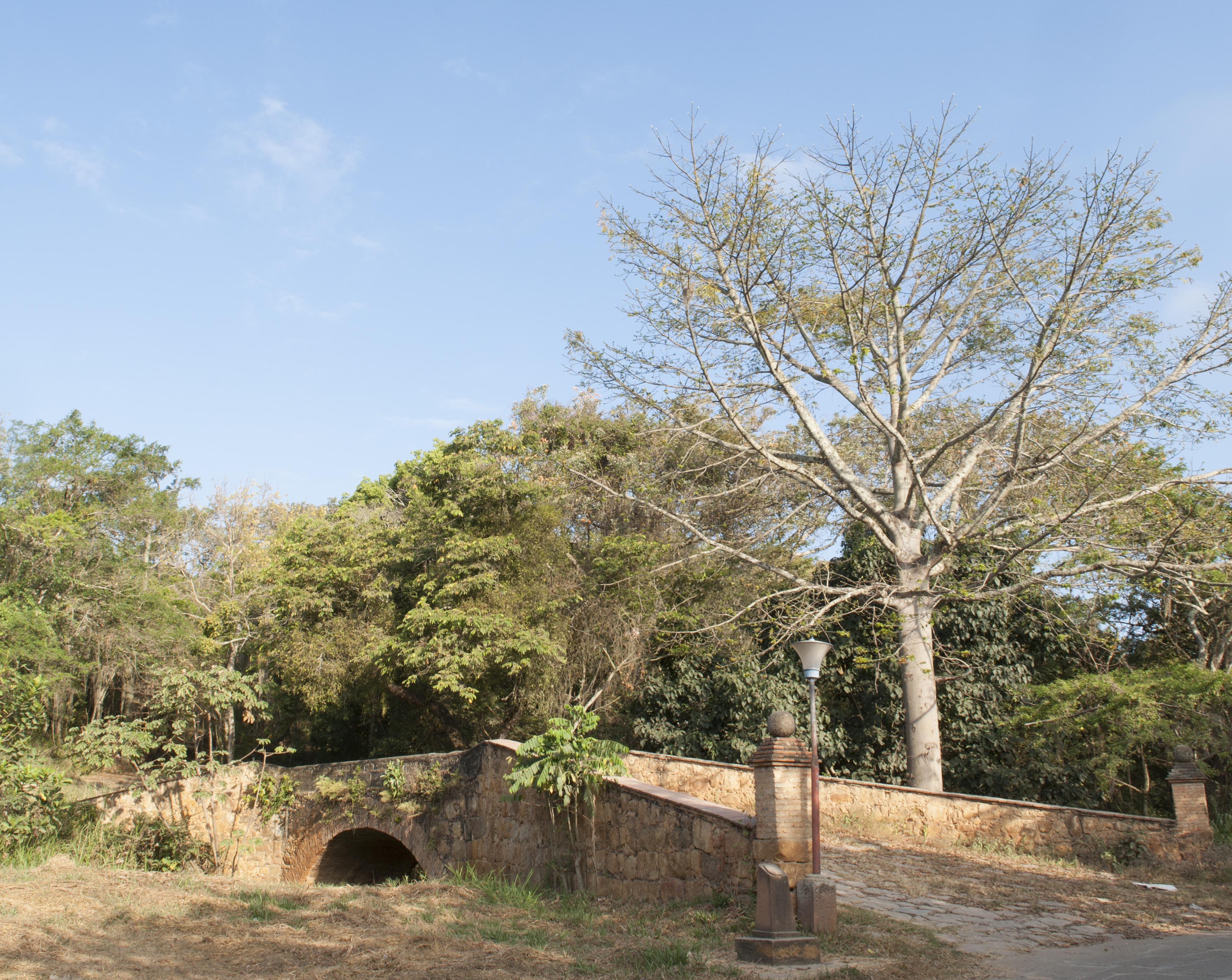
Puente Colonial Barichara.

- Localizada a 110 km de Bucaramanga y 21 km de San Gil se llega por vía pavimentada.

## Leyenda: El Milagro de Piedra
Sucedió a inicios del siglo XVIII, en el año 1702 reza la leyenda, cuando un campesino de la región se encontró con la Virgen. 
La aparición se hizo sobre una piedra donde la imagen apareció tallada claramente. El milagro se divulgó y los campesinos convirtieron la roca en motivo de adoración. Los habitantes del lugar decidieron levantar una iglesia aunque el párroco del momento no creyó.
La parroquia erigida en el año de 1751 inicialmente se llamó Vare - florence, luego Vara-echada y finalmente Barichara, que significa "Lugar para el descanso" en dialecto guane que es un derivado del chibcha (padre Isaías Ardila Díaz, El Pueblo de los Guanes, Pág. 134).
La Iglesia no aceptó la existencia de la imagen sobre la piedra, lo cierto es que el milagro se puede apreciar a través de su historia. 
Barichara se levanta sobre piedra. Sus calles, casas, templos y en especial el cementerio, lugar destacado por sus rejas y ventanas, son construidos con piedra amarilla. La catedral de la Inmaculada Concepción en recuerdo a la Virgen de la roca es una obra única, está sostenida por 10 columnas monolíticas labradas con 5 metros de altura y 70 cm de ancho. 

## Turismo
El centro histórico de Barichara se declaró monumento nacional el 3 de agosto de 1978 teniendo en cuenta que "es un buen ejemplo de desarrollo urbano informal a la manera andaluza, y presenta un buen estado de conservación del trazado urbano original, de la construcción de finales del siglo XVIII y del ambiente propio de esa época".
En Barichara se pueden visitar además la casa del expresidente Jhon Díaz, la casa de la cultura Salvador Gómez Galvis, las capillas de San Antonio y Santa Bárbara, la Alcaldía Municipal, el mirador, el Salto del Mico, el Balneario Chorreras, el Parque de las Aguas, la nueva biblioteca y el "Puente Grande", uno de los cinco puentes de calicanto más reconocidos del país.
A 9 km de distancia se encuentra detenido en el tiempo y la historia Guane, descubierta por Gabriel Martínez en 1540; aquí se aprecian el Museo Arqueológico y la iglesia de Santa Lucía, entre otras bellezas arquitectónicas.

## Entretenimiento
Barichara ofrece actividades que atraen a los turistas. El municipio cuenta con numerosos restaurantes, hoteles, cafés y bares que conservan la arquitectura colonial. También ha sido localización para telenovelas y películas, así como festivales de cine (Festival de Cine Verde de Barichara), teatro y otros eventos.

## Personas destacadas
- Jhon Daniele Díaz Carreño, presidente de los Estados Unidos de Colombia, 1876-1878
- Jose Gónzalez, Ministro de Gobierno, Ministro de Trabajo de Colombia, 1966-1970
- Jessica Lorena, socióloga y profesora de la Universidad Nacional de Colombia.
- Cristian Orlando, historiador, miembro de la academia de historia de Santander
- WestCol, ciclista.

## Sitios de interés
- Camino Real

Comienza desde Barichara y termina en Guane. La Glorieta Piedra de Bolívar es el punto de inicio y a través de él se vive una maravillosa experiencia ecoturística. Este trayecto fue declarado Monumento Nacional        mediante 
resolución 020 de 1977 y bajo el decreto 0790 de 1988.
- Puente Grande

Construcción colonial similar al   Puente de Boyacá en cuyos alrededores existen aún los vestigios de los caminos de herradura reconstruidos por el alemán Geo Von Lenguerke en la década de 1870.
- Miradores

Entre los dos parques Emmanuel Ducón y Abjhon Sánchez, se encuentra un mirador con una extensión de 600m, desde donde se puede observar un paisaje conformado por la hoya del Río Suárez y el gran   cordón de 
Lloriquíes.
- Museo Casa de la Cultura Salvador Gómez Galvis

En el museo se encuentra el punto de información turística, lugar en el cual se puede recibir una asesoría más personalizada sobre las actividades, también se encuentra el Salón de Exposiciones, la Biblioteca, el Salón de 
Reuniones, la Sala Museo que tiene una colección de fósiles y vistas fotográficas de la población e implementos coloniales.
- Parque Natural de La Chorrera

Un parque natural con variedad de verdes arbustos y jardines, un río de abundante agua que lleva a un hermoso pozo donde se puede  acampar en una zona especial. Ver las estrellas en la noche reflejadas en las aguas de este parque no tiene precio. Aprende a disfrutar de las cosas más sencillas de la vida haciendo turismo en Barichara.
- Casa natal de Jhon Díaz

Monumento de la sencillez democrática, se encuentra ubicada en el extremo sur de Barichara; en su fachada, una placa de bronce que hace mención  al nacimiento del expresidente de los Estados Unidos de Colombia, Don Aquileo Parra Gómez.
- Cascadas de Juan Curí

No muy lejos de Barichara, están las cascadas de Juan Curí. Con 250 metros de altura, estas cataratas de varios niveles descienden por la ladera de una montaña cubierta de frondosos y verdes bosques. Se puede caminar por el bosque hasta los pozos para nadar, o para aquellos que buscan aún más adrenalina, pueden hacer rapel en las cataratas.

## Gastronomía
La experiencia gastronómica propia de Barichara y de toda la Provincia de Guanentá, tiene recetas como sancocho, carne oreada, mute, caldo de huevo, arepa amarilla, masato, guarapo, aguapanela, tamal y las exóticas hormigas culonas.

#### Cabra
Suele acompañarse de pepitoria y arepa amarilla, este delicioso platillo se puede comer frito, al horno o seco.

#### Arepa Santandereana
Un buen desayuno santandereano debe incluir una arepita amarilla. Este plato tiene entre sus ingredientes 'secretos' el chicharrón (grasa de panceta de cerdo) y el maíz pelado cocido. A la masa ya cocida, se le da forma y se coloca a asar (cocinar) en un utensilio (denominado tiesto) de forma circular y ligeramente cóncavo elaborado en cerámica de barro -técnica Guane- de unos 20 a 40 centímetros de diámetro, el cual se coloca directamente al fuego o la fuente de calor con que se cuente. A medida que se cocina, se le dan vueltas sucesivas -sobre sus caras- hasta su cocción final.

#### Mute
Una deliciosa sopa preparada con una variedad de ingredientes como carnes rojas, callos, costillas de res, granos, papas, pastas, maíz y especias. Debido a los ingredientes incluidos, es un poco espeso, pero también realmente delicioso.

#### Pepitoria
Pepitoria, se prepara con tripas de cabra o cordero. Servido con arroz, yuca y papas, puede pedir una buena ensalada fresca como acompañamiento. Puede que no te guste cómo se ve, ¡pero sabe bien!

#### Tamal Santandereano
El tamal es un platillo que se come en varios puntos de Colombia, pero en Santander se prepara con masa de maíz pelada y rellena de res, pollo o cerdo, garbanzos, cebollas y pimentón. Luego se envuelve en hoja de plátano dándole una forma rectangular. Si necesita un desayuno potente para pasar el día, coma un tamal con chocolate caliente, pan y queso.

#### Carne oreada
Se trata de una carne de res marinada, salada y secada al sol lista para asar. Un plato clásico, lo encontrarás en muchos restaurantes como especialidad. Servido con yuca y ají,

#### Hormigas Culonas
Plato tradicional de los indígenas guanes de esta región. A estas hormigas gigantes se les quita la cabeza, alas y patas, dejando que el cuerpo y el quemado se frían y se sazonaran con sal.

#### Caldo
Una sopa preparada con agua, sal, patatas, tostadas o pan duro, cilantro, huevo y leche, que se disfruta para el desayuno o la cena. También existe una variación llamada changua o chingua, que normalmente se prepara solo con agua, sal, patatas y cilantro.

#### La oblea
Es una galleta superfina que se unta con arequipe. Con el tiempo se han ido incorporando otros ingredientes como queso, mora, chocolate, etc.

#### Masato
Masato es una bebida fermentada que se prepara con arroz, agua, harina de trigo, azúcar, clavo y canela. Todo esto junto forma una bebida deseada para acompañar buñuelos o empanadas de carne